# عقد حماية وقود الطائرات
«عقد حماية وقود الطائرات» Fuel hedging هو وسيلة تعاقدية تستخدمها بعض الشركات الكبرى التي تستهلك الوقود، مثل خطوط الطيران، وشركات النقل، لتقليل تعرضها لتقلب نفقات الوقود المرتفعة. هذا العقد يسمح للشركات التي تستهلك الوقود لوضع سعر ثابت.